# Ocnița, Bistrița-Năsăud
Ocnița, mai demult Ocna (în dialectul săsesc Okne, în germană Salzgruben, Grubendorf, în maghiară Mezőakna, Szászakna) este un sat în comuna Teaca din județul Bistrița-Năsăud, Transilvania, România.
Localitatea este înfrățită cu comuna Les Bois din Elveția.

## Demografie
La recensământul din 2002 avea o populație de 1133 locuitori.

## Istoric
Prima mențiune despre satul Ocnița apare într-un document din anul 1315, fiind unul dintre satele cu cea mai veche atestare scrisă din Transilvania. În documentul de referință scrie: capitlul din Oradea adeverește dăruirea prin testament a satelor Ocnița, Comlod și Milaș, de către Comitele Renold, fiul lui Ioan din neamul Kukenesrenold, capitlului de Alba Iulia. Donatorul își rezervă dreptul de a stăpâni până moartea sa satele amintite. Actul acesta a fost întocmit la cererea Comitelui Renold pe de o parte și a canonicilor și a magistrilor arhidiaconi Ioan de Alba și Benedict de Ozd, împuterniciti ai Capitlului de Alba Iulia, pe de altă parte...
Primele surse despre existența parohiei Ocnița amintesc anul 1330, în biblioteca grofului Teleki, în actele de dare, iar in anul 1742 se amintește de existența unei biserici și a primei case parohiale. Biserica veche din lemn se afla pe dâmbul  buna. In zona aceea a satului se află și astăzi fântâna buna de unde duc apă toți sătenii.
În anul 1870 a început construcția actualei biserici de către preotul Simion Augur, cu hramul Sfinții Arhangheli Mihail și Gavril. Construirea bisericii a durat până în anul 1873, cu împrumuturi din bancă și cu sacrificii extraordinare din partea populației. Biserica este sub formă de corabie, construită din piatră și cărămidă, acoperită cu tablă zincată din anul 1986. Reparații capitale s-au făcut în anul 1912 de către preotul Valeriu P. Maior, care a refăcut și turnul bisericii. În anul 1976 preotul Augustin Pop a refăcut acoperișul distrus de un vânt mare. În anul 1987 preotul Vasile Drăgan se îngrijește de înfrumusețarea lăcașului de cult cu pictură realizată în tehnica frescă, pictată fiind de pictorul Vasile Munteanu din Covasna și iconostas nou sculptat și pictat de Dumitru Ciubotă din Toplița. În data de 7 mai 1989 biserica este sfințită de cître IPS Iustinian Chira Maramureșanul și s-a resfințit în data de 23 mai 2004 de căre IPS Irineu Bistrițeanul - în urma renovării exterioare și ridicării monumentului eroilor, ridicat în curtea bisericii pentru cinstirea celor 90 de eroi ostași căzuți în primul și al doilea război mondial.
În decursul timpului în documentele parohiei sunt consemnați următorii preoți: 1705 la Ocnița păstoreau doi preoți popa Nichita și popa Leonte. Aceștia au păstorit satul vreme de 28 de ani. În anul 1773 erau popa Gligor și popa Toader. Acestora le-au urmat popa Dobra, Lup, Nechita, Ioan Pop și Ioan August. Au urmat apoi în ordine: Simion August ( 1870-1888), Vasile Brătfălean ( 1889- 1904), Simion Pintea (1906-1910), Valeriu P. Maior (1911-1930), Ioan Oprinca(1931-1939), Avram Ignat (1940-1944), Pop Augustin (1945-1977), Vasile Drăgan( din 1978).
Parohia ortodoxă Ocnița a dat de-a lungul anilor personalități ale culturii, artei, științei și din alte domenii de activitate: justiție, armată, medicină, învățământ etc. Cei mai cunoscuți fii ai satului Ocnița sunt în prezent poetul și medicul Mircea Horga, profesorii universitari clujeni Valentin (Tinu) Cătineanu și Iustin Lup, născuți în Ocnița. O personalitate aparte ai cărui părinți sunt din Ocnița este eseistul și filozoful de renume național, profesorul doctor Tudor Cătineanu. Satul a căpătat un renume și prin cântecele și activitatea folclorică a Corneliei Ardelean Archiudean, solista de muzică populară născută în căsuța de sub viile Ocniței.
Activitatea misionară cuprinde programe religioase organizate de Sfintele Paști, de Crăciun, de Ziua Eroilor și Ziua Drapelului Național. În timpul celor patru posturi mari sunt invitați monahi de la mănăstiri și se săvârșește Taina Sfântului Maslu.
În ultimii ani s-a revigorat activitatea culturală în sat. În toamna anului 2011, cu sprijinul parohiei, al școlii generale și a Fundației Coup d'Pouce Les Bois, Elveția, s-a înființat ansamblul folcloric Cununa Grâului. Sunt angrenați în această activitate 30 de elevi dintre cei 96 ai școlii generale din Ocnița. Instructori voluntari sunt Andreea-Denisa Bugnar și Bogdan Pîntea, coregrafi și Cornelia Ardelean Archiudean instructor al grupului folcloric. Proiectul care urmărește revitalizarea tradițiilor folclorice bogate ale satului este susținut de părinții copiilor și coordonat de colonelul în rezervă Florentin Archiudean, fiu al satului.